# Linden Vey
Linden Vey (* 17. Juli 1991 in Wakaw, Saskatchewan) ist ein kanadischer Eishockeyspieler, der seit Juli 2025 beim österreichischen Klub Vienna Capitals aus der ICE Hockey League unter Vertrag steht und dort auf der Position des rechten Flügelstürmers spielt. Zuvor verbrachte Vey unter anderem drei Jahre in der Organisation der Los Angeles Kings, die ihn im NHL Entry Draft 2009 ausgewählt hatten, sowie drei Spielzeiten bei den Vancouver Canucks und Calgary Flames in der National Hockey League (NHL). Zudem vertrat er die kanadische Nationalmannschaft bei den Olympischen Winterspielen 2018 und gewann dort mit dem Team die Bronzemedaille.

## Karriere

### Jugend
Linden Vey begann im Alter von vier Jahren mit dem Eishockeyspielen und lief in seiner Jugend für die Beardy’s Blackhawks in der Saskatchewan Midget Hockey League auf. Im Jahre 2006 wählten ihn die Medicine Hat Tigers an 42. Position im WHL Bantam Draft aus, sodass Vey mit Beginn der Saison 2007/08 in der Western Hockey League (WHL) spielte, wobei er bereits in der vorherigen Saison zwei Spiele für die Tigers absolviert hatte. In seiner Debütsaison kam der Angreifer auf 48 Einsätze und erzielte dabei 17 Scorerpunkte. Über den Jahreswechsel war er Teil des Teams Canada Western, mit dem er an der World U-17 Hockey Challenge 2008 teilnahm und dort die Bronzemedaille gewann.
Nachdem er in der Spielzeit 2008/09 seine persönliche Statistik auf mehr als einen Punkt pro Spiel steigern konnte, wählten ihn die Los Angeles Kings im NHL Entry Draft 2009 an 96. Position aus. Vorerst blieb er allerdings in Medicine Hat und bestätigte seinen Punkteschnitt in der Folgesaison mit fast identischen Werten. In der Saison 2010/11, in der er die Tigers auch als Assistenzkapitän anführte, zeigte der Kanadier allerdings außergewöhnliche Leistungen. Mit 116 Punkten wurde er bester Scorer aller drei erstklassigen Juniorenligen Kanadas und gewann somit den CHL Top Scorer Award. Gleichbedeutend damit erhielt er auch die Bob Clarke Trophy als bester Scorer der WHL; zudem wählte man ihn ins First All-Star Team der Eastern Conference der WHL. Nach diesen Ehrungen unterzeichnete Vey im Mai 2011 einen Einstiegsvertrag bei den Los Angeles Kings.

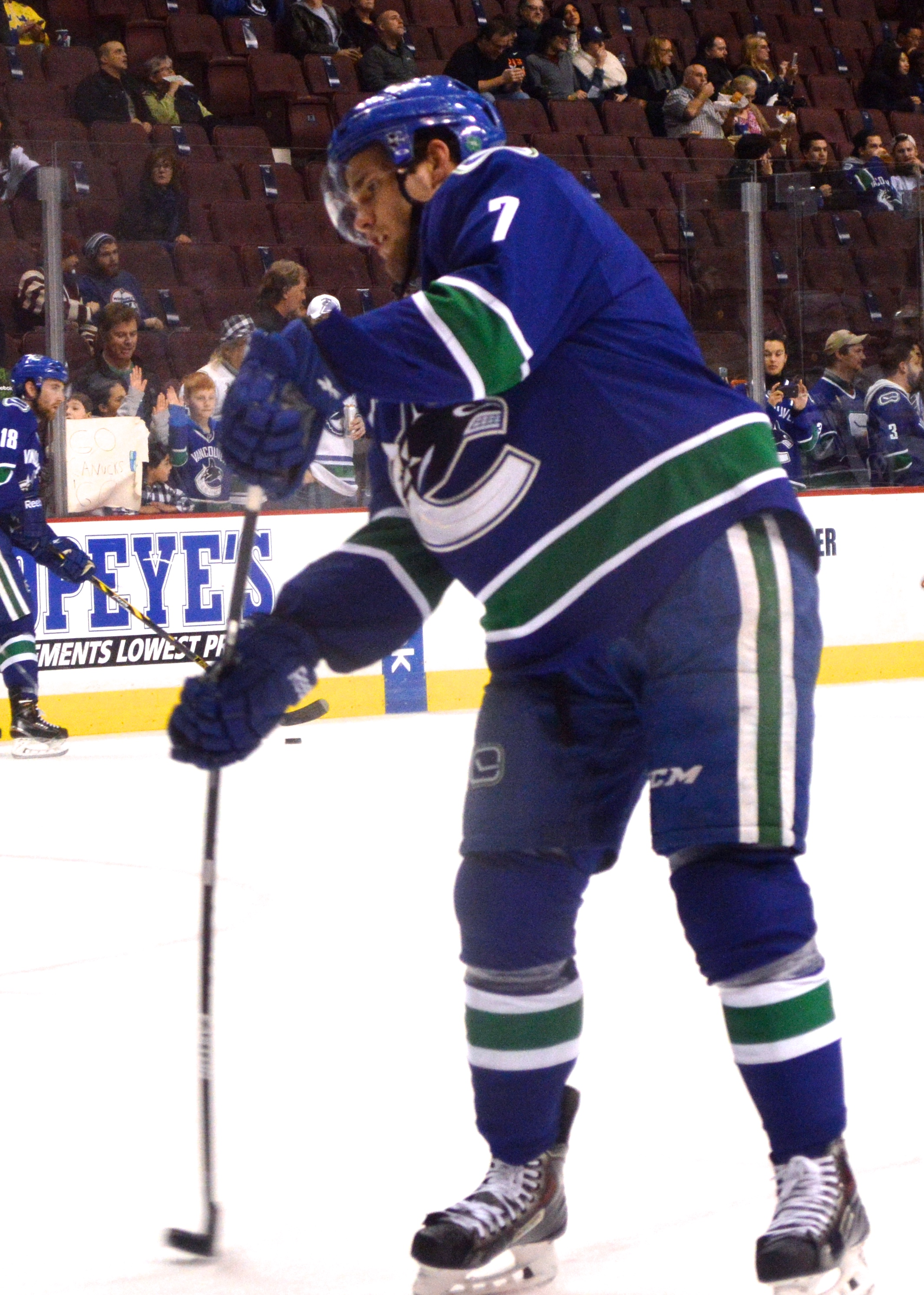
Vey im Trikot der Vancouver Canucks (2015)

### Los Angeles Kings
Die Los Angeles Kings gaben Vey vorerst an die Manchester Monarchs, ihr Farmteam aus der American Hockey League (AHL), ab, wo er in der Folge sein Profi-Debüt gab. In seiner ersten AHL-Saison wurde er zum Rookie des Monats Februar gewählt und erzielte insgesamt 43 Scorerpunkte in 74 Einsätzen, wobei er diese Statistik in der Folgesaison auf 67 Punkte steigerte. Nachdem er die Saison 2013/14 ebenfalls bei den Monarchs begonnen hatte und dort als Assistenzkapitän fungierte, beriefen ihn die Kings im November 2013 erstmals ins NHL-Aufgebot, sodass er in der Folge zu seinem Debüt in der National Hockey League (NHL) kam. Bis zum Saisonende kam er auf 18 NHL-Einsätze, verbrachte jedoch den Rest der Saison in Manchester. Während der Play-offs um den Stanley Cup, den die Kings 2014 gewannen, war Vey zwar bei der Mannschaft, absolvierte allerdings kein Spiel und wurde somit auch nicht auf dem Pokal verewigt.

### Vancouver und Calgary
Nach der Saison 2013/14 gaben die Los Angeles Kings ihn an die Vancouver Canucks ab und erhielten im Gegenzug ein Zweitrunden-Wahlrecht für den NHL Entry Draft 2014. Dort traf Vey auf Cheftrainer Willie Desjardins, der ihn bereits während seiner gesamten Zeit bei den Medicine Hat Tigers betreut hatte. Bei den Canucks etablierte sich der Kanadier direkt im NHL-Aufgebot und kam regelmäßig zum Einsatz.
Im Rahmen der Vorbereitung auf die Saison 2015/16 konnte er seinen Stammplatz jedoch nicht verteidigen und wurde vorerst an die Utica Comets in die AHL abgegeben. Im Laufe der Spielzeit kam er jedoch noch auf 41 NHL-Einsätze. Nach der Saison 2015/16 erhielt Vey keinen neuen Vertrag in Vancouver und schloss sich daher im Juli 2016 als Free Agent den Calgary Flames an. Dort konnte er sich im Rahmen der Saisonvorbereitung nicht durchsetzen und wurde vorerst an das AHL-Farmteam abgegeben, die Stockton Heat.

### KHL und Europa
Anschließend entschloss sich Vey zu einem Wechsel nach Europa und unterschrieb einen Vertrag bei Barys Astana aus der Kontinentalen Hockey-Liga (KHL). Nach nur etwa einem halben Jahr verließ er die KHL allerdings und schloss sich im Januar 2018 den ZSC Lions aus der Schweizer National League an. In der Folge debütierte er für die kanadische Nationalmannschaft im Rahmen der Olympischen Winterspiele 2018, bei denen das Team, das ohne NHL-Spieler antrat, die Bronzemedaille gewann. Am Ende der Saison gewann er mit den ZSC Lions die Schweizer Meisterschaft. Anschließend kehrte er in die KHL zurück, als er vom HK ZSKA Moskau verpflichtet wurde. Dort verblieb der Kanadier zwei Spielzeiten und gewann während dieser Zeit mit ZSKA den Gagarin-Pokal. Im Mai 2020 wechselte er innerhalb der Liga zum SKA Sankt Petersburg, bevor er im November 2021 zu Barys Astana (Nur-Sultan) zurückkehrte. Dort war der Kanadier bis zum Ende der Spielzeit 2022/23 aktiv, ehe er den kasachischen Hauptstadtklub verließ und zum Spieljahr 2023/24 für ein Jahr bei den Adler Mannheim aus der Deutschen Eishockey Liga (DEL) anheuerte. Zur Saison 2024/25 kehrte Vey mit seinem Wechsel zum HK Awangard Omsk in die KHL zurück, wurde jedoch Ende Oktober 2024 trotz 19 Scorerpunkten in 20 Einsätzen vorzeitig entlassen. Ihn zog es danach erneut in die Schweiz, diesmal bis zum Saisonende zu Fribourg-Gottéron. Mit dem Team gewann Vey im Dezember 2024 die 96. Auflage des traditionsreichen Spengler Cups. Anschließend wechselte er im Juli 2025 zum österreichischen Klub Vienna Capitals in den Spielbetrieb der ICE Hockey League.

## Erfolge und Auszeichnungen
| - 2011 Bob Clarke Trophy - 2011 CHL Top Scorer Award - 2011 WHL East First All-Star Team - 2012 AHL-Rookie des Monats Februar - 2018 Teilnahme am KHL All-Star Game | - 2018 Schweizer Meister mit den ZSC Lions - 2019 Gagarin-Pokal-Gewinn und Russischer Meister mit dem HK ZSKA Moskau - 2023 Teilnahme am KHL All-Star Game - 2024 Spengler-Cup-Gewinn mit Fribourg-Gottéron |

### International

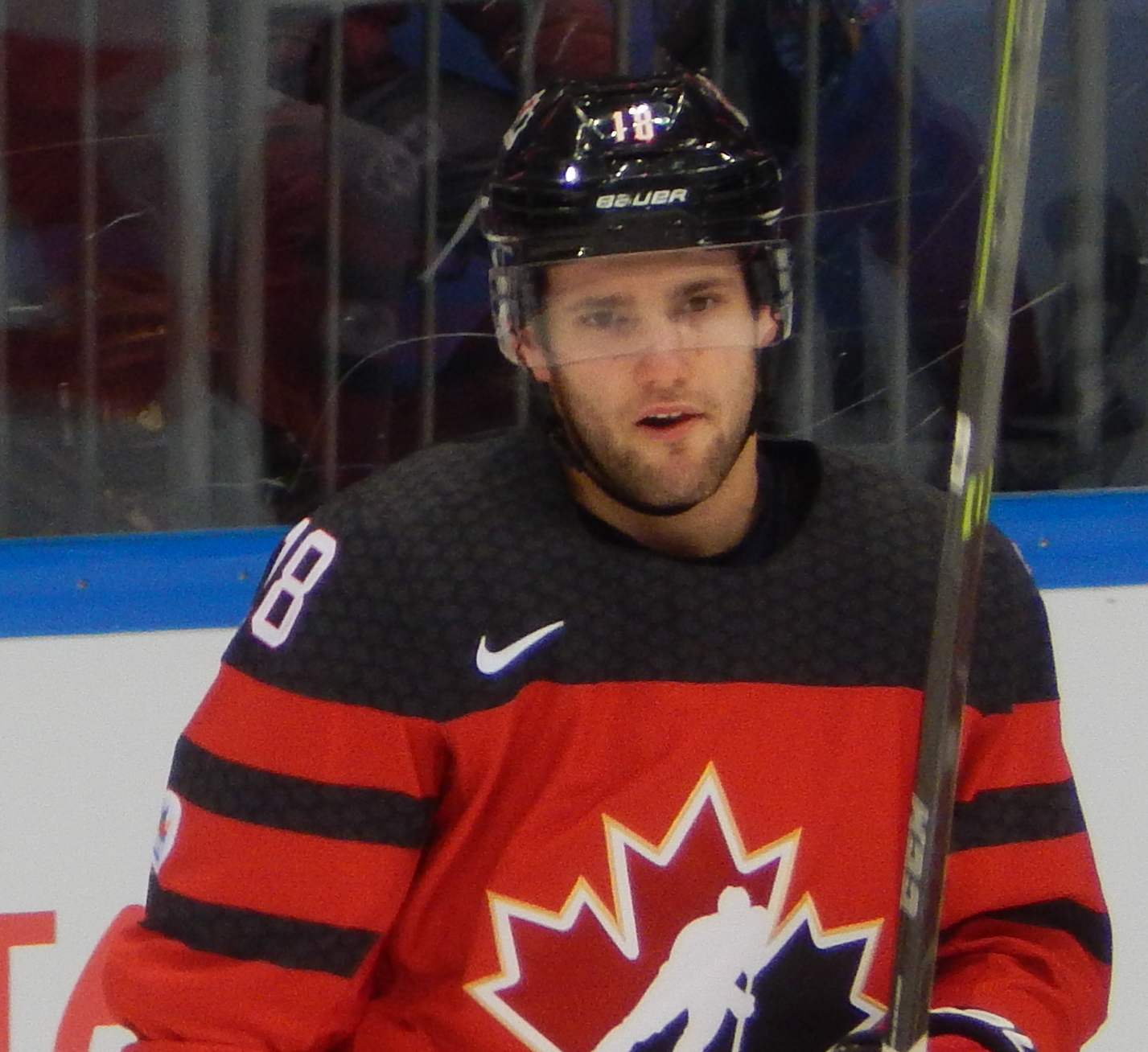
Vey als Spieler der kanadischen Nationalmannschaft (2017)

- 2008 Bronzemedaille bei der World U-17 Hockey Challenge
- 2018 Bronzemedaille bei den Olympischen Winterspielen

## Karrierestatistik
Stand: Ende der Saison 2024/25

### International
Vertrat Kanada bei:
- World U-17 Hockey Challenge 2008
- Olympischen Winterspielen 2018

(Legende zur Spielerstatistik: Sp oder GP = absolvierte Spiele; T oder G = erzielte Tore; V oder A = erzielte Assists; Pkt oder Pts = erzielte Scorerpunkte; SM oder PIM = erhaltene Strafminuten; +/− = Plus/Minus-Bilanz; PP = erzielte Überzahltore; SH = erzielte Unterzahltore; GW = erzielte Siegtore; 1 Play-downs/Relegation; Kursiv: Statistik nicht vollständig)